# المنطقة التنموية الغربية الوسطى
المنطقة التنموية الغربية الوسطى هي إحدى الأقاليم الخمسة في النيبال. يبلغ عدد سكانها 3,546,682 نسمة وذلك حسب إحصائيات سنة 2011. تبلغ مساحتها 42,378 كم². وتحتوي على 3 مديريات و15 مقاطعة.